# Super Bowl XXVIII
Der Super Bowl XXVIII war der 28. Super Bowl, das Endspiel der Saison 1993 der National Football League (NFL). Am 30. Januar 1994 gewannen die Dallas Cowboys mit 30:13 zum vierten Mal, nach den Siegen im Super Bowl VI, Super Bowl XII und Super Bowl XXVII, die Vince Lombardi Trophy. Für die Buffalo Bills war es die vierte Super-Bowl-Niederlage in Folge. Es ist der einzige Super Bowl, zu dem sich die beiden Teilnehmer des vorherigen Super Bowls qualifizieren konnten. Die Bills sind das einzige Team in den großen nordamerikanischen Profiligen, das vier Finalniederlagen in vier aufeinanderfolgenden Jahren hinnehmen musste. Der Runningback der Cowboys, Emmitt Smith, wurde zum Super Bowl MVP gewählt.

## Super-Bowl-XXVIII-Hintergründe
Die Cowboys konnten mit ihrem vierten Sieg bei ihrer vierten Super Bowl Teilnahme mit den damaligen Rekordsiegern Pittsburgh Steelers und San Francisco 49ers gleichziehen.
Die Cowboys beendeten die Regular Season mit einer Bilanz von 12-4 als Meister der NFC East und waren als beste Mannschaft der NFC für die Playoffs qualifiziert. Nach Siegen gegen die Green Bay Packers und den 49ers stand das Team aus Texas im Super Bowl.
Die Buffalo Bills erreichten ebenfalls mit einer Bilanz von 12-4 als Meister der AFC East und beste Mannschaft der AFC die Playoffs. In den beiden Playoff Begegnungen konnten die Los Angeles Raiders und die Kansas City Chiefs bezwungen werden.

## Scoring
- 1st Quarter
  - DAL – FG: Eddie Murray 41 Yards 3:0 DAL
  - BUF – FG: Steve Christie 54 Yards 3:3 tie
  - DAL – FG: Eddie Murray 24 Yards 6:3 DAL
- 2nd Quarter
  - BUF – TD: Thurman Thomas 4-Yard-Lauf (Steve Christie Kick) 10:6 BUF
  - BUF – FG: Steve Christie 28 Yards 13:6 BUF
- 3rd Quarter
  - DAL – TD: James Washington 46 Yard Fumble Return (Eddie Murray Kick) 13:13 tie
  - DAL – TD: Emmitt Smith 17-Yard-Lauf (Eddie Murray Kick) 20:13 DAL
- 4th Quarter
  - DAL – TD: Emmitt Smith 1-Yard-Lauf (Eddie Murray Kick) 27:13 DAL
  - DAL – FG: Eddie Murray 20 Yards 30:13 DAL

## Spielverlauf

### Erste Halbzeit
Nach einem ausgeglichenen ersten Viertel konnten nur Punkte durch Fieldgoals erzielt werden. Dem Kicker der Bills, Steve Christie, gelang dabei aus einer Entfernung von 54 Yards das längste Fieldgoal der Geschichte des Super Bowl. Nachdem Christie im ersten Viertel den Ausgleich erzielt hatte, gelang den Bills durch einen Laufspielzug der erste Touchdown des Spiels und die erstmalige Führung.

### Zweite Halbzeit
Im dritten Viertel konnte die Cowboys einen Ballverlust der Bills zu einem Touchdown nutzen. Im Anschluss daran konnten die Bills keinen Punkt mehr erzielen. Den Cowboys gelangen noch zwei Touchdowns nach Laufspielzügen und ein weiteres Fieldgoal. In diesem Spiel wurde kein Touchdown durch einen Pass erzielt.